# Seznam mednarodnih vojaških vaj
Seznam mednarodnih vojaških vaj.

## Leto vaje

### 1962
- Baltik - Odra

### 1963
- Quartett

### 1965
- Oktobersturm

### 1970
- Waffenbrüderschaft

### 1980
- Waffenbrüderschaft 80

### 1983
- Sojuz-83

### 2001
- Allied Effort 2001
- Esperia 2001
- Cooperative Engagement 2001
- Cooperative Key 2001

### 2002
- Cooperative Key 2002,
- Cooperative Lantern 2002 (COLA 2002),
- Cunning Wassel 2002,
- Perun 2002,
- Proteus 2002,
- Flying Arrow 2002,
- Hungarian Response 2002,
- Strong Resolve 2002,

### 2003
- Clever Ferret 2003,
- Elite 2003,